# الکمونت (آلاباما)
الکمونت (به انگلیسی: Elkmont) شهری در شهرستان لایمستون ایالت آلاباما است که مساحت آن ۴٫۲۵ کیلومتر مربع است و در سرشماری سال ۲۰۱۰ میلادی، ۴۳۴ نفر جمعیت داشته و تراکم جمعیتی آن، ۱۰۲٫۱۲ نفر در هر کیلومتر مربع بوده است.